# Yoshiko Kawashima
Yoshiko Kawashima (jap. 川島芳子 Kawashima Yoshiko; właśc. Aisin Gioro Xianyu, pseudonim „Klejnot Wschodu”; ur. 24 maja 1907 w Pekinie, zm. 25 marca 1948) – chińska arystokratka, kuzynka cesarza Puyi, szpieg Japonii i marionetkowego rządu Mandżukuo. Została opisana w biografii Puyi, a kilkadziesiąt lat później przedstawiona jako jedna z postaci głośnego filmu Bernardo Bertolucciego „Ostatni cesarz” z 1987.

## Życie
Naprawdę nazywała się Aisin Gioro Xianyu (chiń. trad. 愛新覺羅·顯玗). Była córką Shanqi, dziesiątego syna księcia Su.
Po rewolcie w 1911 roku i obaleniu cesarstwa, w obawie o bezpieczeństwo córki, rodzice postanowili przekazać ją pod opiekę znajomemu rodziny, japońskiemu biznesmenowi, Naniwie Kawashimie. Trafiła do Japonii, gdzie mieszkała w Matsumoto.
W wieku 17 lat próbowała popełnić samobójstwo. Prawdopodobnie była biseksualistką. Lubowała się w noszeniu męskich strojów, przede wszystkim japońskich mundurów wojskowych, zwłaszcza lotniczych. Niewiele jest zdjęć, na których jest ubrana w damski strój.
Po próbie samobójczej przeszła krótką rekonwalescencję i wróciła do zdrowia. Wyszła za mąż, ale jej małżeństwo zakończyło się rozwodem po niecałych dwóch latach.
Wykazywała obsesyjne zainteresowanie Japonią, jej armią i militarnym nacjonalizmem, jaki wówczas w niej panował, i który popierała. Jednym z jej największych marzeń było ukończenie kursu pilotażu i wzięcie czynnego udziału w nalocie bombowym na Szanghaj.
Jej projapoński fanatyzm wykorzystali agenci, którzy wciągnęli ją do japońskiej siatki szpiegowskiej, działającej w Chinach i Mandżurii. Swoją pierwszą misję wykonała na początku lat 30. Miała za zadanie zwerbować ostatniego cesarza mandżurskiej dynastii Qing, Puyi. Misja była o tyle łatwiejsza, że cesarz był jej kuzynem i mogła się z nim swobodnie kontaktować. Przekonała go, aby opuścił Tianjin i wyjechał do Mandżurii, aby objąć tamtejszy tron.
W 1933 wróciła do Mandżukuo i wzięła udział w tłumieniu chińskiej partyzantki. W tym celu zorganizowała własny oddział kawalerii. Marionetkowy rząd okrzyknął ją „Joanną D'Arc Dalekiego Wschodu”. Stała się wówczas bardzo popularna. Zaczęła występować w programach radiowych, publikowała artykuły w propagandowych gazetach. Były to głównie zmyślone historie z czasów, gdy była agentką.
Wielki rozgłos medialny, jaki udało się jej osiągnąć sprawił, że jej dalsza działalność szpiegowska stała się niemożliwa i z czasem straciła znaczenie dla Japończyków. Taki stan rzeczy był dla niej bolesnym ciosem. Na początku 1938 zniknęła z życia publicznego Mandżukuo.
Po zajęciu Mandżurii przez Związek Radziecki w sierpniu 1945 uciekła stamtąd. Przez jakiś czas ukrywała się w Szanghaju. Jednak 11 listopada tego samego roku została schwytana przez tajne służby Kuomintangu. Po blisko trzech latach spędzonych w więzieniu stanęła przed sądem. Została uznana za winną działalności na szkodę Republiki Chińskiej i kolaboracji z wrogiem i skazana na śmierć. 25 marca 1948 została rozstrzelana na dziedzińcu więzienia Hebei w Pekinie, a jej ciało wystawiono na widok publiczny.